# 特別障害者手当
特別障害者手当（とくべつしょうがいしゃてあて）は、精神又は身体に著しい重度の障害があるために、日常生活において常時特別の介護が必要な20歳以上の在宅障害者に支給される公的扶助制度である。

## 要件
- 日常生活において常時特別の介護が必要な障害を有すること。
- 次にあげる障害を重複して有すること、もしくはそれと同等の疾病、障害を有すること。
  - 両眼の視力の和が0.04以下のもの
  - 両耳の聴力が100デシベル以上のもの
  - 両上肢の機能に著しい障害を有する者又は両上肢のすべての指を欠く者若しくは両上肢のすべての指の機能に著しい障害を有するもの
  - 両下肢の機能に著しい障害を有する者又は両下肢を足関節以上で欠くもの
  - 体幹の機能に座っていることができない程度又は立ち上がることができない程度の障害を有するもの
  - 身体の機能の障害又は長期にわたる安静を必要とする病状が上記と同程度以上と認められる状態であって、日常生活の用を弁ずることを不能ならしめる程度のもの
  - 精神の障害で上記と同程度以上と認められる程度のもの
- 身体障害者療護施設等の施設に入所していないこと
- 病院又は診療所に継続して3か月を超えて入院していないこと
- 20歳以上であること

## 申請窓口
居住地を所管する市役所・町村役場

## 手当の支給
- 金額：26,940円/月（平成30年度)
- 支給月：5月、8月、11月、2月（年4回）
- 支給制限：本人又は扶養義務者等の所得が一定額を超えると手当は支給されない